# Luis Maria Chiappe

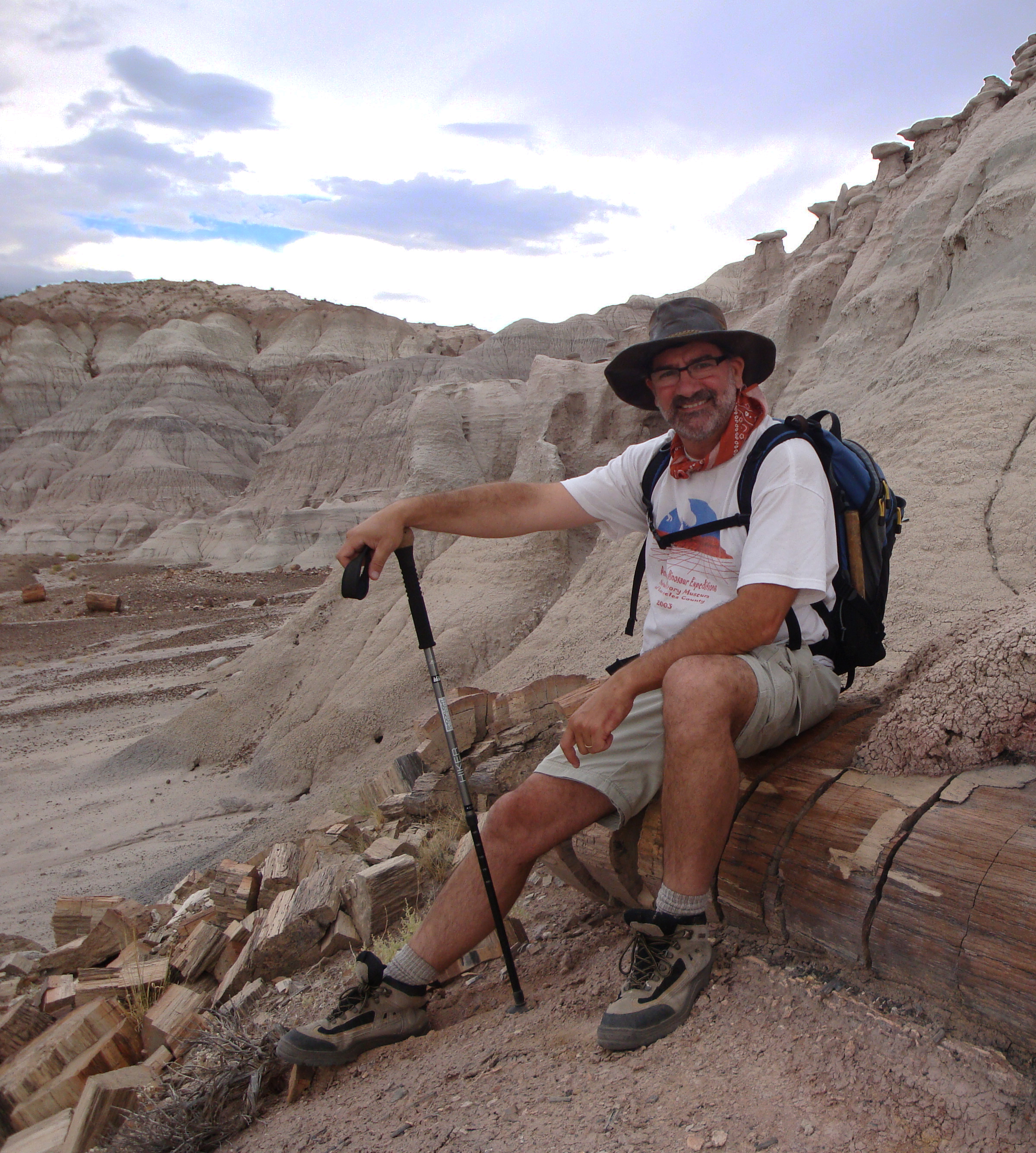
Luis María Chiappe in 2009

Luis María Chiappe (Buenos Aires, 18 juni 1962) is een Argentijns paleontoloog en directeur van het Natural History Museum of Los Angeles County, waar hij tevens conservator is. Zijn onderzoek betreft vooral het voortplantingsgedrag en de ontwikkeling van de sauropode dinosauriërs en de vroege evolutie van de vogels.